# Trollhästen
Trollhästen, även Stampe – den puckelryggiga hästen, Den puckelryggiga hästen och Den lilla hästen, (ryska: Конёк-Горбунок, Konjok-Gorbunok) är en sovjetisk tecknad långfilm skapad av Sojuzmultfilm av regissören Ivan Ivanov-Vano i två versioner, en från 1947 (studions andra långfilm) och en från 1975. Baserad på sagan med samma namn (1834) av Pjotr Jersjov.
Filmen hyllades mycket av Walt Disney, som visade den för sina animatörer.

## Handling
En gammal bonde har tre söner: de två äldsta, Danilo och Gavrilo, anses vara smarta, och den yngste, Ivan, anses vara dum. En dag skickar fadern sina söner för att ta reda på vem som trampar på vetet om natten. De äldre bröderna gömmer sig i en höstack där de snabbt somnar. Under tiden går Ivan, som spelar pipa, till en björk och sätter sig under den. Plötsligt ser han en vit märr med en lång gyllene man stiga ner från himlen. Ivan lyckas hoppa på märrens rygg, och hon börjar galoppera. När märren till slut blir trött ber hon Ivan släppa henne och ger honom i gengäld två vackra hästar med manar av guld och en puckelryggig häst, som blir Ivans bästa vän.

## Rollista

### 1947 års version
- Valentina Sperantova — Ivan
- Alik Katjanov — den puckelryggige hästen
- Leonid Pirogov — Danilo, äldre bror
- Anatolij Kubatskij — Gavrilo, mellanbror
- Georgij Milljar — tsaren
- Georgij Vitsin — sovsäck / biroller
- Galina Novozjilova — tsarjungfrun
- Georgij Tjernovolenko — berättare
- Nonna Jastrebova — märr

#### Svenska röster
- Rune Halvarsson
- Översättning — Birgitta Bohman[6]

### 1975 års version
- Alexej Gribov — berättare / kungen
- Maria Vinogradova — Ivan
- Georgij Vitsin — sovsäck / övriga roller
- Vera Jenjutina — tsarjungfru / märr
- Svetlana Charlap — den puckelryggiga hästen
- Alexander Chanov — valfisken Tjudo-judo

#### Svenska röster
- Arne Söder — Ivan
- Marie-Louise Werklund — den puckelryggiga hästen
- Lars Göran Carlson
- Annika Alm
- Åke Lindström
- Mathias Henrikson[4]
- Peter Nestler — bearbetning av manus[3]

## Filmteam

### 1947-års version
- Manusförfattare — Jevgenij Pomesjtjikov, Nikolaj Rozjkov
- Dikter — Alexej Surkov
- Regissör — Ivan Ivanov-Vano
- Medregissör — Alexandra Snezjko-Blotskaja
- Regissörsassistent — Viktor Gromov
- Filmfotograf — Nikolaj Voinov
- Scenograf — Lev Miltjin
- Designer — Vera Rodzjero, Irina Trojanova, Alexander Beljakov
- Dekoratör — Olga Gemmerling, Galina Nevzorova
- Kompositör — Victor Oransky
- Dirigent — Grigory Gamburg
- Ljudtekniker — N. Bazjenov
- Animatörer:
  - Nikolai Fjodorov
  - Tatiana Fjodorova
  - Boris Titov
  - Dmitrij Belov
  - Boris Petin
  - Boris Dezjkin
  - Grigorij Kozlov
  - Nadezjda Privalova
  - Roman Davydov
  - Iosif Starjuk
  - Valentin Lalajants
  - Lydia Reztsova
  - Michail Botov
  - Amir Manafov
  - Peter Repkin
  - Faina Jepifanova
  - Konstantin Malysjev
- Teknikassistent — V. Svesjnikova, Galina Ljubarskaja, N. Orlova, K. Apestina
- Kameraassistent — Elena Petrova, Jekaterina Rizo, N. Sokolova
- Klippare — N. Aravina
- Producent — Boris Wolf

### 1975 version
- Manusförfattare — Anatolij Volkov
- Text — Alexej Surkov
- Regissör — Ivan Ivanov-Vano
- Scenograf: Lev Miltjin
- Regissör — Boris Butakov
- Kameraman — Michail Drujan
- Kompositörer — Viktor Oranskij (användning av musik), Vladimir Vasilijev (arrangemang och tillägg)
- Ljudtekniker — Boris Filtjikov
- Animatörer:
  - Jurij Butyrin
  - Nikolaj Fjodorov
  - Vladimir Krumin
  - Renata Mirenkova
  - Marina Rogova
  - Viktor Sjevkov
  - Valentin Kusjnerev
  - Viktor Arsentiev
  - Oleg Safronov
  - Alexander Panov
  - Marina Voskanjants
- Assisterande produktionsdesigner — Ada Nikolskaja, Natalja Orlova, Jelena Prorokova, Nina Jusupova
- Dekoratör — Irina Trojanova, Irina Svetlitsa
- Regissörsassistent — Zoja Kredusjinskaja, Zinaida Plechanova
- Designerassistent — Olga Pavlova, T. Goldenberg
- Kameraassistent — I. Peterson
- Klippare — Jelena Tertytjnaja
- Redaktör — Raisa Fritjinskaja
- Producent — Fjodor Ivanov

## Video
Två utgåvor av den tecknade filmen släpptes på VHS av "Sovjetunionens statliga videoprogram" på 1980-talet i SECAM-systemet och på 1990-talet i PAL-systemet. I början av 1990-talet släpptes en redigering av filmen från 1975 på VHS av filmföreningen Krupnyj Plan. I mitten av 1990-talet släpptes båda filmerna av Studio PRO Video och av Sojuz Video på VHS i en samling med andra sovjetiska tecknare filmer, två serier på två videokassetter.
Från 2000-talet fram till idag har båda versionerna av filmen släppts på DVD, och 1947 års version har restaurerats och släppts av filmföreningen Krupnyj Plan. 1975 års version släpptes på DVD 2003 i den 5:e upplagan av "Zolotoj kollektsija ljubimych multfilmov", såväl som på andra DVD-utgåvor av studion Sojuz Video i samlingen av tecknade filmer "Skazka za skazkoj".
2005 utgavs filmen i Sverige på DVD av Wendros.

## Utmärkelser
1947 års version
- 1948 — Hedersdiplom vid filmfestivalen i Mariánské Lázně i Tjeckoslovakien.
- 1950 — Juryns särskilda pris vid Filmfestivalen i Cannes.

1975 års version
- 1977 (november) — Bronsmedalj för bästa tecknade film i kategorin barnfilmer vid filmfestivalen i Teheran.[8]